# Lachen mit …
Lachen mit … ist eine Unterhaltungsshow des NDR Fernsehens, die seit 2001 von dem Sender produziert und im NDR und im WDR ausgestrahlt wird. Die Sendung ist ein Spin-off von Lachen macht Spaß.
In den Sendungen geht es um Komiker, von denen Sketche gezeigt werden.

## Moderatoren
Moderator der Sendung war lange Zeit Carlo von Tiedemann. Er moderierte die Sendung mit jeweils zwei wechselnden Gästen in den Jahren 2001 bis 2004. Seine Nachfolgerin war bis 2005 Julia Westlake. Als Nachfolge der Moderatorin kamen Eva Herman und Bettina Tietjen, die von 2005 bis 2007 moderierten. 2008 moderierte Ralf Schmitz eine Sendung zum Thema Otto Waalkes.